# Cuando los maridos se iban a la guerra
Pour plus de détails, voir Fiche technique et Distribution.
Cuando los maridos se iban a la guerra est une comédie érotique médiévale espagnole réalisée par Tito Fernández et sortie en 1976.

## Fiche technique
- Titre original espagnol  : Cuando los maridos se iban a la guerra[1] (litt. « Quand les maris partaient à la guerre »)
- Réalisateur : Tito Fernández
- Scénario : Juan José Alonso Millán (es)
- Photographie : Hans Burnman
- Montage : José Antonio Rojo
- Musique : Gregorio García Segura
- Décors : Gil Parrondo
- Costumes : Yvonne Blake
- Production : José Luis Bermúdez de Castro Acaso, Arturo González
- Société de production : Arturo González Producciones Cinematográficas
- Pays de production :  Espagne
- Langue originale : espagnol
- Format : Couleur par Eastmancolor - 35 mm
- Durée : 88 minutes
- Genre : Comédie érotique médiévale
- Date de sortie :
  - Espagne : 9 août 1976
- Affiche : Macario Gómez Quibus (Espagne)

## Distribution
- Arturo Fernández Rodríguez : Don Tello
- Karin Schubert : Beatriz
- Ira von Fürstenberg : Doña Flor
- Claudine Auger : Sol
- Paca Gabaldón (es) : Elvira
- África Pratt (es) : Sancha
- José Vivó (es) : Físico
- Alfonso del Real (es) : Abad
- José Lifante : Alcaide
- Félix Rotaeta : Juglar
- Laly Soldevila :Doña Urraca
- Rafaela Aparicio : Calixta